# 小行星4090
小行星4090（英語：4090 Risehvezd）是一颗围绕太阳公转的小行星。1986年9月2日，安東寧·姆爾科斯在克列特发现了此天体。
这颗小行星的绝对星等为4.155259608370242等。